# Sérvia ocupada pelos Habsburgos (1788-1791)
A Fronteira de Koča (em sérvio:  Кочина крајина / Kočina krajina) refere-se ao território sérvio estabelecido no Sanjaco de Smederevo do Império Otomano, durante a Guerra Austro-Turca (1788–1791) na década de 1788. O Corpo Livre Sérvio organizado pelos Habsburgos, entre os quais Koča Anđelković foi um capitão proeminente (daí o nome historiográfico), inicialmente deteve a parte central do sanjaco, entre fevereiro e 7 de setembro de 1791; depois que os austríacos entraram no conflito, o território foi expandido e tornou-se um protetorado dos Habsburgos sob administração militar, chamado Sérvia (em alemão:  Serbien). Após a retirada austríaca e o Tratado de Sistova (1791), o território foi reconquistado pelos otomanos.

## Prelúdio

### Sérvios
Os sérvios participaram ativamente nas guerras travadas nos Bálcãs contra o Império Otomano e também organizaram revoltas.  Por conta disso, sofreram perseguições e seus territórios foram devastados.  Seguiram-se grandes migrações da Sérvia para o território dos Habsburgos. 

### Aliança Habsburgo-Rússia
Devido aos conflitos em torno do Cáucaso em 1786, as relações entre a Rússia e os otomanos azedaram. No ano seguinte, José II e Catarina II encontraram-se pela segunda vez na Crimeia, o que levou os otomanos a declarar guerra à Rússia.  Entretanto, os austríacos prepararam os refugiados sérvios para a guerra.

## História

### Rebelião na Fronteira de Koča

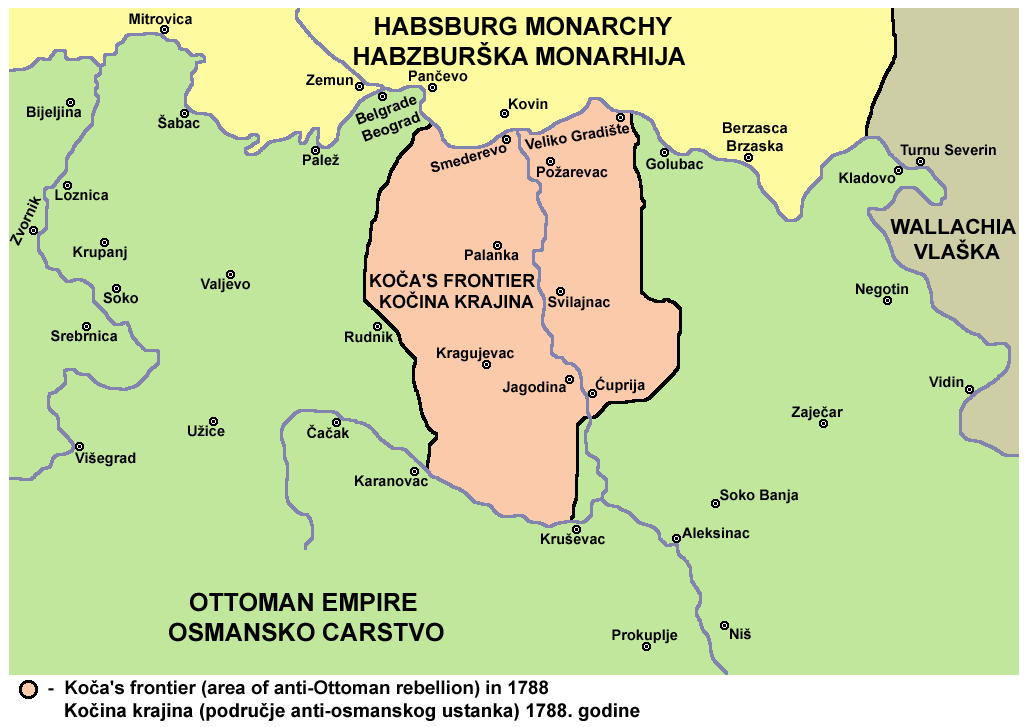
Fronteira de Koča (área de rebelião anti-otomana) em 1788.

Um Corpo Livre Sérvio de 5.000 soldados foi estabelecido no Banato, composto por refugiados que fugiram de conflitos anteriores no Império Otomano.  O Corpo lutaria pela libertação da Sérvia e pela unificação sob o domínio dos Habsburgos.  O comandante principal foi o major austríaco Mihailo Mihaljević.  Entre os voluntários estavam Aleksa Nenadović, Stanko Arambašić, Karađorđe Petrović, o proeminente Radič Petrović e, acima de tudo, Koča Anđelković.  Os austríacos usaram o Corpo em duas tentativas fracassadas de tomar Belgrado, no final de 1787 e no início de 1788. 

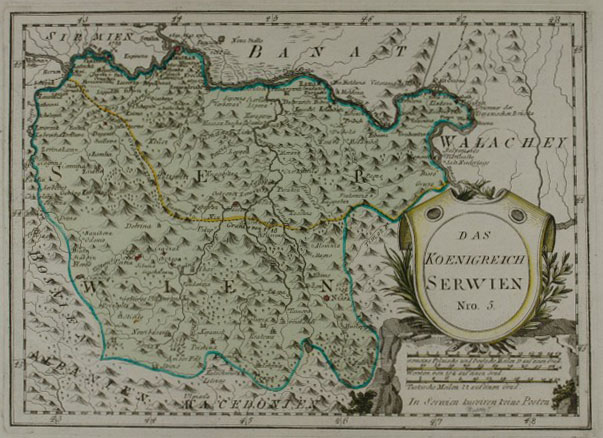
Mapa do "Reino da Sérvia", de Franz Johann Joseph von Reilly (1791).

Os austríacos entraram nesta guerra em Fevereiro de 1788, embora já tivessem perdido a sua melhor oportunidade de uma vitória fácil.  Os lentos preparativos da Rússia resultaram na concentração otomana em Belgrado.  Os austríacos contaram com o apoio russo na Moldávia, que só começou no final de 1788, e José II parecia ter relutado em lutar contra os otomanos.  Em julho, os otomanos cruzaram o Danúbio e invadiram o Banato austríaco.  A escassez de suprimentos atingiu ambos os lados, enquanto a doença atingiu os soldados austríacos.  Cerca de 50 mil refugiados sérvios atravessaram o Danúbio, causando problemas logísticos aos austríacos.  Em meados de agosto, José II despachou 20.400 soldados para Banato. 

### Ocupação dos Habsburgos
Em 8 de outubro de 1789, Ernst Gideon von Laudon assumiu Belgrado. As forças austríacas ocuparam a Sérvia e muitos sérvios lutaram no corpo livre dos Habsburgos, ganhando organização e habilidades militares.  A ocupação foi acompanhada pela Igreja Católica que procurou converter os sérvios ortodoxos, o que fez com que os sérvios recorressem à Rússia em busca de ajuda após a reconquista da área pelos otomanos em 1791.  Em 1791, porém, os austríacos (os Habsburgos) foram forçados a retirar-se através dos rios Danúbio e Sava, acompanhados por milhares de famílias sérvias que temiam a perseguição otomana. O Tratado de Sistova pôs fim à guerra.

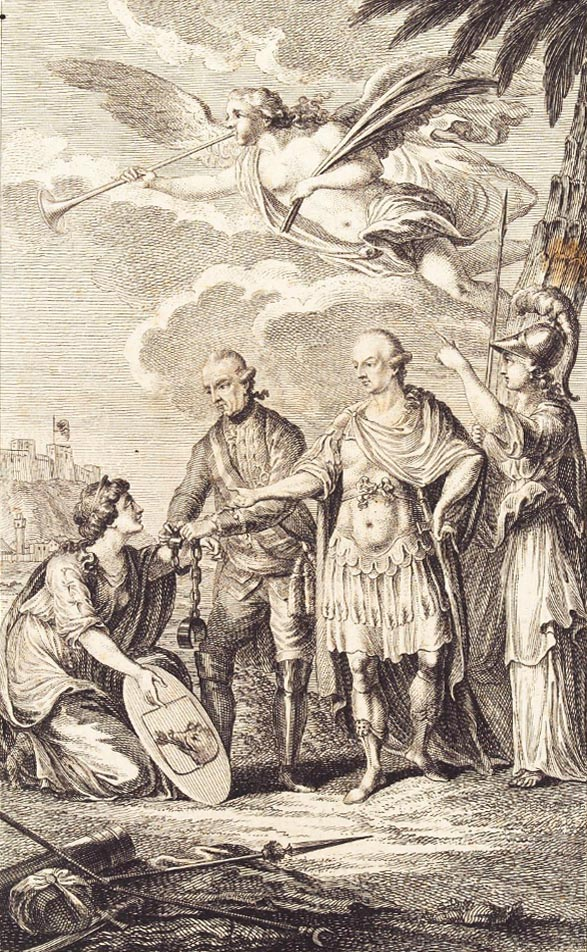
Sérvia libertada, obra romântica de Johann Georg Mansfeld

## Consequências
Após a guerra, os otomanos deram aos sérvios o direito de cobrar impostos locais.  Os janízaros deslocados, excluídos do Exército Otomano após a reorganização, procuraram refúgio na Sérvia (Sanjaco de Smederevo) onde tentaram revogar os direitos concedidos aos sérvios.  Esses janízaros renegados, chamados dahije, assassinaram cerca de 150 líderes sérvios (knezovi), desencadeando a Primeira Revolta Sérvia (1804).  O líder da revolta, Karađorđe Petrović, já havia servido no exército austríaco como voluntário durante a ocupação dos Habsburgos.  A revolta expandiu-se para a Revolução Sérvia (1804-17), que viu a independência de facto da Sérvia.

## Legado
Uma manifestação anual, os "Dias da Fronteira de Koča" (Дани Кочине крајине), acontece em Jagodina e Kladovo em homenagem à rebelião. 